# Флаймен, Хенрик
Хенрик Флаймен (швед. Henrik Flyman, род. 6 сентября в Сундсвалле, Швеция) — шведский музыкант (гитара, бас-гитара, клавишные), композитор и продюсер. В настоящее время является участником групп Evil Masquerade и Lacrimosa. Занимается благотворительностью — как композитор и музыкант организовал совместно с фондом Metal For Cancer сбор средств для «Австралийского фонда исследований рака».

## Биография
Хенрик родился 6 сентября в городе Сундсвалль, расположенном в 400 км севернее Стокгольма, столицы Швеции. Проявив в раннем возрасте интерес к музыке, он начал играть на флейте в возрасте 9 лет, фортепиано — в 10 лет, ударных — в 13 лет, на гитаре и бас-гитаре — в 14 лет, а в 15 лет начал писать собственную музыку. В 17 лет Хенрик создаёт свою первую группу — «Give the Iron». Название группы (в переводе на русский — «Дай железа») является буквальным переводом шведского выражения «ge jarnet», семантически означающем «go for it» («пойти на это»). Изначально в состав «Give the Iron» (или, сокращённо, GTI) входило 4 участника — вокалист, гитарист, басист и ударник. Пятый участник — гитарист Томми Рен, присоединился к группе спустя год после её основания. С основными задачами любой начинающей команды — репетиции, живые концерты — группа вполне справлялась: выступления в рок-клубах, торговых центрах, школах, мотоциклетных клубах развивали у участников навыки владения инструментами, участия в шоу, написания песен.
Постепенно рамки GTI стали Хенрику малы, и он совместно с Томми решил поэкспериментировать. Они собрали лучших местных музыкантов, чтобы записать с ними три их самые сложные песни. Полученное качество материала удовлетворило их настолько, что было принято решение выпустить мини-CD. А поскольку это уже не являлось GTI, то новая группа получила название «Moahni Moahna» (произносится как «Мо-а-ни Мо-а-на»), в честь песни GTI. Вскоре появилось первое видео новой группы (на песню «The Quest For the Unholy Sword»), которое попало в эфир, и первый альбом — «Temple of Life». Несмотря на определённую популярность проекта, тем не менее вскоре после выпуска альбома «Why» MM распались, а Томми Рен вернулся в Сундсвалль.
Следующим проектом Хенрика стала группа «ZooL», которую он основал с Мартеном Хагстрёмом, третьим участником-основателем «Moahni Moahna». Творческий путь группы был стремителен и короток — запись дебютного альбома на итальянском лейбле, высокая оценка публики и… распад группы.
Хенрик переезжает в столицу Дании — Копенгаген. Там он откликается на предложение Эрика Равна и присоединяется к «Wuthering Heights», с которыми записывает два альбома — «To Travel For Evermore» в 2002-м и «Far From the Madding Crowd» в 2003-м.
Несмотря на успешность участия в «Wuthering Heights», Хенрик был полон решимости двигаться дальше со своей собственной музыкой. Испытывая разочарование от прежних неудачных проектов, он практически год не покидал Копенгаген, намереваясь отвлечься от музыкального бизнеса. В течение этого времени он занимался написанием музыки, не имея чётких планов по созданию новой группы либо выпуску сольного альбома. Тем не менее, это не могло продолжаться долго — Хенрику требовался выход творческой энергии.
После встречи с Хенриком Брокманном, Хенрик Флаймен решил попробовать вокал Брокманна на некоторых материалах, написанных им во время уединения в Копенгагене. Довольный результатом, Флаймен связывается с басистом Каспером Грамом и ударником Деннисом Бьюлом с предложением создать новую группу. После прослушивания представленного материала, Грам и Бьюл дают согласие на вхождение в состав этой новой группы — «Evil Masquerade». Не хватало только клавишника, но эту проблему решили с помощью приглашённых участников, которых на дебютном альбоме группы «Welcome to the Show» оказалось сразу четверо.
Вновь созданный проект миновал сложности и трудности, постигшие прежние проекты Флаймена, и был принят с распростёртыми объятиями, в том числе и многими старыми поклонниками Флаймена. Сочетание в композициях группы классической музыки и хеви-метала породило в ряде изданий новый термин, обозначающий стиль группы — «theatrical metal» («театральный метал»).
Перед записью четвёртого альбома группы в жизни Флаймена наступила полоса испытаний: уход из группы двух участников; болезни и смерть в ближайшем окружении Хенрика; жилищные вопросы; финансовые затруднения — всё это осложняло работу. В это трудное время музыкант находит замену выбывшим участникам, а также «закрывает» позицию клавишника, всё ещё вакантную, специально приглашённым участником. В свет выходит четвёртый альбом — «Fade To Black», на песню «Desire and Pain» снимается клип, а сам Хенрик, как композитор, с композицией «Bozo the Clown» выигрывает JPF Music Awards (США) в категории «Лучшая металическая песня».
Спад в звукозаписывающей индустрии привёл Хенрика к решению сосредоточиться на живых выступлениях. Вскоре после принятия этого решения, он получает приглашение присоединиться к предстоящему мировому турне группы «Lacrimosa», что было весьма кстати. Через пару лет интенсивных гастролей Флаймен вновь приступает к наработке материала для нового альбома, который вышел в свет год спустя на лейбле «Dark Minstrel Music», основанном самим музыкантом для обеспечения стабильности и творческой свободы «Evil Masquerade». Также он участвует в записи очередного альбома группы «Lacrimosa» — «Revolution» — и участвует в благотворительном проекте «Metal For Cancer», для которого он сочинил песню «Let’s Unite In Rock».
В настоящее время продолжает выступать под знаменами как «Evil Masquerade» и «Lacrimosa», так и новой группы — «Black Moon Secret». Последними записями Хенрика Флаймена стали EP «Lacrimosa» «Testimonium», выпущенный 25 августа 2017 года и SP «Evil Masquerade» «Märk Hur Vår Skugga», выпущенный 30 ноября 2016 года.

## Благотворительность
В течение 2011 года Хенрик Флаймен контактировал с благотворительной организацией «Metal for Cancer», основанной Ричардом Офсоски для сбора средств для «Австралийского фонда исследований рака». Флаймен написал песню «Let’s Unite in Rock», исполненную различными артистами под вывеской The MFC Dragon Slayer All Star Project. В состав этой группы входили все участники «Evil Masquerade» (исключая Денниса Бьюла), а также Ричард Офсоски, Матс Левен (Therion, Yngwie Malmsteen), Питер Уилдер (James LaBrie, Darkane, Time Requiem), Сноуи Шоу (Therion, Mercyful Fate, Dream Evil), Тони Какко (Sonata Arctica), Глен Дровер (Megadeth, King Diamond) и Тони Миллс (TNT, Shy).

## Награды
В 2009 году Хенрик Флаймен и «Evil Masquerade» с композицией «Bozo the Clown» выиграли JPF Music Awards (США) в категории «Лучшая металическая песня».

## Оборудование
- Гитара Aria Pro II PE-1500[8][9]
- Усилители ENGL Amps R. Blackmore Signature E650 head + 4 x 12" standard cabinets[10][9]
- Струны толщиной 9 — 11 — 16 — 26 — 36 — 46 снизу вверх.[9]

## Дискография

### Moahni Moahna
- Face the Light (EP) (1992)
- Temple of Life (1994)
- Queen Shamar (SP) (1994)
- Why (1997)

### ZooL
- ZooL (2002)

### Wuthering Heights
- To Travel for Evermore (2002)
- Far from the Madding Crowd (2003)

### Evil Masquerade
- Welcome to the Show (2004)
- Theatrical Madness (2005)
- Third Act (2006, 2007 US)
- Fade To Black (2008 Asia, 2009)
- Black Ravens Cry — SP (2012)
- A Silhouette — SP (2012)
- Pentagram (2012)
- The Digital Crucifix (2014)
- 10 Years in the Dark (2014)
- The Outcast Hall Of Fame (2016)
- Märk Hur Vår Skugga — SP (2016)

### Lacrimosa
- Revolution (2012)
- Heute Nacht — EP (2013)
- Live in Mexico City (2CD) (2014)
- Hoffnung (2015)
- Testimonium (2017)

### Black Moon Secret
- Another World (2014)

### Другие проекты
- The MFC Dragon Slayer All Star Project — Let’s Unite in Rock — SP (2011)
- Martin — Sad Eyes — SP (2012)

### Приглашённый участник
- Mino — Fly (2002)

### Видео
- Moahni Moahna — The Quest For the Unholy Sword (1992)[11]
- Moahni Moahna — Radio’s to Blame (1996)[12]
- Evil Masquerade — Black Ravens Cry (2007)[13]
- Evil Masquerade — Desire and Pain (2009)[14]
- The MFC Dragon Slayer All Star Project — Let’s Unite in Rock (2011)[15]
- Evil Masquerade — A Silhouette (2012)[16]
- Lacrimosa — Revolution (2012)[17]
- Evil Masquerade — Like Voodoo (2014)[18]
- Evil Masquerade — Märk Hur Vår Skugga (2016)[19]